# Togo aux Jeux olympiques d'hiver de 2014
La participation du Togo aux Jeux olympiques d'hiver de 2014 à Sotchi en Russie, du 7 au 23 février 2014, constitue la première participation du pays à des Jeux olympiques d'hiver. La délégation togolaise est représentée par deux jeunes athlètes : en ski alpin par Alessia Dipol et en ski de fond par Mathilde-Amivi Petitjean, également porte-drapeau du pays lors de la cérémonie d'ouverture de ces Jeux.
Le Togo fait partie des nations qui ne remportent pas de médaille durant ces Jeux olympiques.

## Ski alpin
| Athlète       | Épreuves     | Course 1               | Course 1 | Course 2               | Course 2 | Total                 | Total |
| Athlète       | Épreuves     | Temps                  | Rang     | Temps                  | Rang     | Temps                 | Rang  |
| ------------- | ------------ | ---------------------- | -------- | ---------------------- | -------- | --------------------- | ----- |
| Alessia Dipol | Slalom       | DNF                    | –        | –                      | –        | –                     | –     |
| Alessia Dipol | Slalom géant | 1 min 31 s 66 (+13.78) | 60e      | 1 min 31 s 14 (+13.24) | 53e      | 3 min 2 s 80 (+25.93) | 55e   |

## Ski de fond
| Athlète                  | Épreuves        | Finale        | Finale       | Finale |
| Athlète                  | Épreuves        | Temps         | Déficit      | Rang   |
| ------------------------ | --------------- | ------------- | ------------ | ------ |
| Mathilde-Amivi Petitjean | 10 km classique | 37 min 26 s 7 | +9 min 8 s 9 | 68e    |